# Смара
Смара (Арабски: سمارا‎), известен също като Семара, е град в провинцията Гуелмим-Ес Семара, Западна Сахара. Населението на градът е 42 056 души (2006), което го прави 3 по големина град в Западна Сахара (след Ел Аюн и Дахла).
Градът е основан през 1869 година, от група пътешественици. Смара е единственият важен град в Западна Сахара който не е основан от испанците. Град Смара е столица на Западна Сахара от 1902 година до 1934 година, когато испанците разрушават градът напълно.